# شاوئن
شاوئن (به آلمانی: Schauen) یک منطقهٔ مسکونی در آلمان است که در اویترویک واقع شده‌است. شاوئن ۵۰۱ نفر جمعیت دارد.